# Canthon corporaali
Canthon corporaali là một loài bọ cánh cứng trong họ Bọ hung (Scarabaeidae).